# Народная партия (Фарерские острова)
Фарерская народная партия — Радикальное самоуправление (фар. Hin føroyski fólkaflokkurin – radikalt sjálvstýri, дат. Færøsk Folkeparti - Radikalt Selvstyre) — правоцентристская политическая партия на Фарерских островах, придерживающаяся либерально-консервативных взглядов. В экономической политике разделяет ценности либерализма, представляя интересы фарерских деловых кругов, и выступает за независимость островов от Дании. Наряду с левой партией «Республика» — одна из двух партий страны, чья программа в первую очередь основана не на экономических вопросах, а на проблеме самоопределения.
Откололась в 1939 году от Партии самоуправления, подвергнув критике предложенный проект земельной реформы и заняв более консервативные позиции в социальных вопросах. Основную базу партии составили деловые круги, в первую очередь связанные с рыболовством и рыбоперерабатывающей промышленностью. Новая партия выступила за более активное использование ресурсов островов с целью уменьшения экономической зависимости от Дании, и в 1943 году на выборах в лёгтинг получила 12 из 25 мест. В 1946 году партия стала инициатором референдума о независимости, на котором 50,3 % жителей островов поддержали инициативу. Это вызвало вмешательство метрополии и роспуск лёгтинга. На досрочных выборах большинство в лёгтинге получили противники независимости. Тем не менее, после получения в 1948 году островами автономии Народная партия стала одной из четырёх крупнейших партий страны. Её представители трижды занимали пост премьер-министра (Хоакун Джурхуус в 1963—1967, Йегван Сундстайн в 1989—1991 и Анфинн Кадльсберг в 1998—2004). Однако позиция партии, предпочитающей, в отличие от других фарерских партий, вступать в союзы с политическими силами, поддерживающими независимость (в первую очередь, «Республикой» и Партией самоуправления), независимо от их социально-экономических взглядов, уменьшает возможности её влияния.
На выборах в лёгтинг в 2015 году Народная партия получила только 6 из 33 мандатов, заняв третье место по числу полученных голосов, и осталась в оппозиции. В датском фолькетинге она не представлена с 2007 года.